# Heidenlöcher (Film)
Heidenlöcher ist ein deutsch-österreichisches Kriegsfilmdrama von Wolfram Paulus aus dem Jahr 1986. Der Schwarz-Weiß-Film lief als österreichischer Beitrag im Wettbewerbsprogramm der Berlinale 1986.

## Handlung
Während des Zweiten Weltkriegs versteckt sich seit zwei Jahren der Deserteur Santner in den von den Einheimischen als Heidenlöcher bezeichneten Höhlen eines einsamen Salzburger Gebirgstales nahe einem Bergdorf. Santner wird von seiner Frau und dem Bauern Dürlinger mit Lebensmitteln versorgt. Aber die Gestapo und die örtliche Polizei sind dem Flüchtigen dicht auf den Fersen. Nachdem Dürlinger seinen Sohn Ruap in Anwesenheit des polnischen Kriegsgefangenen Jacek geohrfeigt hat, will Ruap das Versteck Santners verraten.

## Filmtitel
Wolfram Paulus knüpfte an die Lebensgeschichte des Santner Sepp an, der sich in den Kriegsjahren auf Almen und in Höhlen versteckt hatte. Die für den Film namensgebenden Heidenlöcher wurden aber nicht ins Bild gerückt, denn Santner hatte dort nie Zuflucht gesucht. Die unzugänglichen Felslöcher und Höhlen in der Steilwand hoch über der Liechtensteinklamm gegenüber der Alten Wacht am Eingang des Großarltals sind seit altersher bekannt und werden Heidenlöcher genannt. Anna Paulus, die Mutter des Regisseurs, lieferte in ihren 1996 erschienenen Lebenserinnerungen dazu eine Erklärung: Ihrem Sohn habe die Mystik des Namens gefallen, deswegen habe er sich für den Titel entschieden.

## Auszeichnungen
Deutscher Filmpreis 1986
- Preisträger in der Kategorie Beste Kamera für Wolfgang Simon
- Nominierung in der Kategorie Bester Spielfilm
- Nominierung in der Kategorie Bester männlicher Nebendarsteller für Rolf Zacher

Bayerischer Filmpreis 1986
- Regienachwuchspreis für Wolfram Paulus

Goldener Bär
- Nominierung für den Goldenen Bären für Wolfgang Simon